# 851
851 (DCCCLI) fue un año común comenzado en jueves del calendario juliano, en vigor en aquella fecha.

## Acontecimientos
- Batalla de Aclea, Ethelwulfo de Wessex rechaza un ataque vikingo al sur de Inglaterra.
- Passio beatissimarum birginum Nunilonis atque Alodie. Crónica escrita en el condado de Aragón que narra el martirio de las santas Nunilo y Alodia.

## Fallecimientos
- 20 de marzo: Ermengarda de Tours, esposa del emperador carolingio Lotario I.
- 25 de julio: San Teodomiro, mártir mozárabe, natural y patrón de la ciudad de Carmona.